# Активни угаљ
Активни угаљ је посебно припремљена врста угљеника порозне кристалне структуре која се обично користи за апсорпцију гасова и пара. Простори пора у активном угљу не прелазе величину од 10 Ангстрема.
Сировине за производњу су разне врсте природног угља, дрво, и коштице биљних плодова. Током производње се врши одстрањивање воде (дехидратација) а потом активација (уклањање неугљеничних једињења). Активација се врши на високој температури у посебним пећима дјеловањем хемијских материја активатора (цинк-хлорид, фосфорна киселина, амонијум роданид, калијум карбонат).
Активни угаљ се у војсци користи за израду цедила гас-маске и филтера за ваздух код склоништа. Ради боље заштите од бојних отрова додају се често хемоадсорпциони и каталитички додаци.